# Santuario de Quillacas (gemeente)
Santuario de Quillacas is een gemeente (municipio) in de Boliviaanse provincie Eduardo Avaroa in het departement Oruro. De gemeente telt naar schatting 4.384 inwoners (2018). De hoofdplaats is Santuario de Quillacas.